# فدریکو ویویانی (بازیکن فوتبال، زاده ۱۹۹۲)
فدریکو ویویانی (انگلیسی: Federico Viviani؛ زادهٔ ۲۴ مارس ۱۹۹۲) بازیکن فوتبال اهل ایتالیا است.
از باشگاه‌هایی که در آن بازی کرده‌است می‌توان به باشگاه فوتبال هلاس ورونا، باشگاه فوتبال آ.اس. رم، باشگاه فوتبال پادوا، باشگاه فوتبال لاتینا، و باشگاه فوتبال دلفینو پسکارا اشاره کرد.
وی همچنین در تیم‌های ملی فوتبال زیر ۱۹ سال ایتالیا، زیر ۲۰ سال ایتالیا، و زیر ۲۱ سال ایتالیا بازی کرده‌است.